# 蟄棲櫛鱗鰨
蟄棲櫛鱗鰨為輻鰭魚綱鰈形目鰨亞目鰨科的其中一種，為熱帶海水魚，分布於西印度洋孟加拉灣及阿拉伯海海域，棲息深度70-271公尺，體長可達7.8公分，棲息在底層水域，生活習性不明。